# オオカラスウリ
オオカラスウリ（大烏瓜、学名：Trichosanthes laceribractea）はウリ科のつる性多年生草本。

## 特徴
雌雄異株。長さ1–8 mになる。根は太く大根状で、長く地中に入る。巻きひげは葉と対生し3分枝し、他物に絡みつく。葉は鋸歯縁で長さ10–18 cm、長い葉柄をもち互生し、葉身は掌状に3–7裂し、表面はざらつく。萼片、花弁ともに5個。萼裂片に歯牙がある。花は白色で径5 cmほど。雄花序は長さ20–30 cmに達する。開花期は春～秋で、夕方に開花し、朝まで開いている。果柄は2–3 cm。果実は径5 cmほどの楕円形～球形で、朱橙色に熟するが裂開しない。果実の中には青黒い果肉のついた種子がある。染色体基本数はx=11。

## 分布と生育環境
四国、九州、南西諸島、中国、台湾、ベトナムに分布。林縁や藪に生育する。
学名をT. tricuspidataとし、分布域に熱帯アジア、ヒマラヤ、オーストラリアを加える文献もあるが、これらの地域はPOWOにおいてT. laceribracteaとは別種とされるT. tricuspidataの分布域を指すことから、本項ではオオカラスウリの分布域に含めない。

## ギャラリー
オオカラスウリ（2025年6–7月 沖縄県石垣市）
- 葉
- 3分枝する巻きひげ
- 落下した雄花と歯牙のある萼片
- 雌花
- 雌花の側面観
- 雌花の歯牙のある萼片
- 若い果実
- 熟した果実
- 果実の中身